# إم 6 ميوزيك
إم 6 ميوزيك هي قناة تلفزيونية فيديو موسيقية فرنسية تملكها وتديرها مجموعة M6 .

## روابط خارجية
- الموقع الرسمي